# کتاب وی
کتاب وی (انگلیسی: Book of Wei)، همچنین با نام چینی آن به عنوان وی شو (魏書) شناخته می‌شود، یا تاریخ توبا-وی یا تاریخ وی یک متن تاریخی کلاسیک چینی است از ۵۵۱ تا ۵۵۴ گردآوری شده است. متن مهمی است که تاریخ وی شمالی و وی شرقی را از ۳۸۶ تا ۵۵۰ توصیف می‌کند. به‌طور گسترده به عنوان رسمی و معتبر متن تاریخی منبع برای دوره یاد شده و یکی از بیست و چهار تاریخ است.

## مبدأ و پذیرش
سلسله وی شمالی در سال ۳۸۶ توسط قبیله توئوبا تأسیس شد. بزرگ‌ترین دستاورد سلسله وی شمالی اتحاد شمال چین در سال ۴۳۹ بود. یک مبارزه داخلی منجر به انشعاب شد که وی شرقی و وی غربی را به وجود آورد.

## نام ایران
نام ایران در کتاب وی بو-سی bōsī 波斯 (تلفظ ژاپنی آن «هاشی» はし【波斯】 است) و دین آن «دین بو-سی» 波斯教، ذکر شده است. در قسمت مربوط به ایران بخش ۱۰۲ بندهای ۱۵–۱۷ آمده است که پرنده ای به شکل شتر در بو-سی هست که با دو بال می‌تواند پرواز کند، اما علف و گوشت می‌خورد و می‌تواند آتش را نیز بخورد. آنها خدای آتش و خدای آسمان یا بهشت را پرستش می‌کنند. اجساد کشته شدگان را بیشتر در کوه رها می‌کنند و یک ماه عزاداری می‌پوشند. افرادی در خارج از شهر زندگی می‌کنند که فقط از تشییع جنازه اطلاع دارند و به آنها افراد ناپاک می‌گویند.
کتاب وی، اولین کتابی است که از «بو-سی» PO-SSU که تحریفی از کلمه پارس است نام برده است.جفری کوتیک می‌نویسد: برخی از آثار بودایی هندی که به چینی در همان دوره ترجمه شده‌اند، مانند کتاب وی به‌طور خلاصه چند ایده هندی دربارهٔ ایرانیان را که گمان می‌رود به آیین زرتشتی ارتباط داشته باشند را تکرار می‌کنند، اما اینها فقط تفکر قالبی هستند. در زمان نوشته شدن کتاب ویهیچ کلمه چینی ظاهری از نظر آوایی نشان دهنده «مزدا» یا «زرتشتی» وجود ندارد. در زمان دودمان تانگ واژه جدید «شیئن» برای متمایز ساختن زرتشتیان از پیروان دیگر مانند مانویان و نسطوریان به کار می‌رفت.
کتاب وی توضیح‌های زیر را ارائه می‌دهد:
بو-سی‌ها معمولاً خدای آتش و خدای آسمان را می‌پرستند. بسیاری از آن‌ها خواهران بزرگتر و کوچکتر خود را به عنوان همسر و صیغه می‌گیرند. در ازدواج‌های دیگر بین اشراف و فرومایه تمایز قائل نمی‌شوند بنابراین در میان قبایل بیگانه (بربر) به عنوان بدترین شناخته می‌شوند.